# Зоран Ђајић
Зоран Ђајић (Нова Варош, 20. март 1955) српски је инжењер геологије. Ђајић је председник удружења „Камена колонија”.

## Биографија
Завршио је гимназију у Ариљу, а 1974. године уписао је Рударско-геолошки факултет у Београду, смер регионална геологија и палеонтологија. Потом је три године радио као сарадник на истом факултету, а потом се запослио у Геозаводу. Основао је удружење „Камен Србије“, данас „Камена колонија“, које се бави употребом камена у архитектури, грађевинарству и уметности.
Зоран Ђајић је координатор пројекта сајма камена STONEEXPO SERBIA у сарадњи са Београдским сајмом. Током сајма, осим изложбеног дела, организују се и креативне  колоније у којима учесници праве уметничка дела од камена. У оквиру манифестације била је представљена и изложба Светлост у камену. Организовао је вајарску колонију под називом Окамењена сјећања у оквиру програма изложбе Камен у архитектури и умјетности, која је отворена у галерији „Јосип Бепо Бенковић“. Ова манифестација била је посвећена уметницима Луки Томановићу и Бориславу Њежићу. Његова намера је била да ова колонија буде почетак традиционалне школе обраде камена у Херцег Новом.
Ђајић се залаже за традиционалне српске споменике, тачније за споменик у форми крста, не црних плоча које су свеприсутне у данашње време. Наводи да је симболика крста основно обележје православних надгробних споменика.

### Научни рад
Зоран Ђајић је аутор и коаутор више научних радова из области геологије и археологије. Међу њима се истиче рад Камени коришћени за изградњу манастира Манасија, који је написао у сарадњи са Јеленом Марков, Миланом Кошћалом и Иљом Ђоковићем. Такође је коаутор рада Палеозојске и старије палеозојске планктонске палиноморфе западне Србије, заједно са Славицом Ђајић и Иљом Ђоковићем. Такође је један од аутора у раду Ризик руптуре и природни исход неруптурисаних интракранијумских анеуризми, објављеног у часопису Српски архив за целокупно лекарство 2002. године.

### Урушавање надстрешњице
Након урушавања надстрешњице Железничке станице у Новом Саду 2024. године, био је један од првих стручњака који је иступио да укаже на неправилности у раду кинеских и српских компанија, на које је указивао и пре трагедије.
Наиме, Ђајић је био ангажован као супервизор камена на пројекту реконструкције од краја 2021. до прве половине 2023. године и у више наврата је апеловао на компанију која је изводила радове да реагује на проблеме које је приметио. Он је фотографисао пропусте и фотографије доставио извођачу радова. Ђајић у својих 39 извештаја помиње срушену надстрешницу на три места и описује радове на њој, прилаже и неколико слика надстрешнице. Неке од ствари на које је указивао су: 
- приоритетно је потребно реконструисати кров зграде,
- на фасади зграде на више места налазе се плоче које су склоне паду и представљају опасност за пролазнике
- због неадекватног везивног материјала (малтера испуњеног комадима цигле и другог шута, повремено и згужваног папира) који је задржавао атмосферску воду, дошло је до цветања растворљивих соли које су током дужег временског периода потпуно деградирале површину камена,
- извођач радова је добио инструкције да почне демонтажу мермерне облоге са фасаде крила Б, као и мермерних плоча са фасаде крова зграде,
- предње плоче од сивечког мермера из Прилепа које се налазе на назубљеној фасади јужне фасаде и делови источне и западне фасаде су у веома лошем стању и не могу се користити за поновну монтажу, после демонтаже треба поправити подлогу и на њихово место поставити нове беле мермерне плоче,
- потребно је урадити анализу чврстоће и стабилности подлоге,
- стари везивни материјал којим су лепљене мермерне плоче је делимично или потпуно деградиран,
- површинска вода се скупља на крову зграде, тло на локацији коју је обишао деградирано због продора воде,
- демонтажа је прилично непрофесионално обављена, што је довело до озбиљног оштећења већине панела.

Ђајић је сведочио у тужилаштву и изјавио да је за смрт 16 људи крива корумпирана власт Навео је да је надзорном ограну Инфраструктури железнице Србије и Министарству грађевинарства, саобраћаја и инфраструктуре слао упозорења, што укључује око 15 предузећа и појединаца. Тим поводом, упутио је отворено писмо Влади и Тужилаштву Србије, где их позива на објављивање документације транспарентност и одговорност у раду због корупције.